# الإسلام في تايوان
الإسلام في تايوان ينمو الإسلام ببطء في تايوان وتبلغ نسبة المسلمين حوالي 0.3% من السكان. يوجد حوالي 60.000 مسلم في تايوان، يتكوّن المسلمون في تايوان من عرقيات متعددة، إذ ينتمي حوالي 90% منهم إلى مجموعة هوي العرقية، بالإضافة إلى الأتراك والأويغور والكازاخ، إلى جانب عدد آخر من الصينيين. يوجد أيضًا أكثر من 180.000 مسلم أجنبي يعملون في تايوان من إندونيسيا وماليزيا وتايلاند والفلبين، بالإضافة إلى جنسيات أخرى من أكثر من 30 دولة. ويوجد في البلاد أحد عشر مسجدًا حتى عام 2018م، أبرزها مسجد تايبيه الكبير، وهو أقدم وأكبر مسجد في تايوان.
ينحدرُ المسلمون التايوانيون في الغالب من المسلمين الصينيين في البر الرئيسي للصين، وهم من أهل السنة والجماعة وينتمي معظمهم إلى المذهب الحنفي. ولا يواجهون عمليا أي اختلافات مذهبية، تنحصر الاختلافات بينهم في الفروع ولا يوجد صراع يُذكر. يتمتع المسلمون في تايوان بحرية كاملة، مثل باقي أتباع الديانات الأخرى إذ إن تايوان تضمن حرية الاعتقاد الديني، ويعيش المسلمون وضعًا جيدًا بسبب حرية العقيدة، فمنهم أعضاء في المجالس التشريعية ونواب وزراء ومنهم جنرالات بالجيش، لكن الأغلبية في أوضاع اقتصادية صعبة، ويحظى الإسلام والمسلمون في تايوان باحترام لمشاعرهم.

## انتشار الإسلام في تايوان

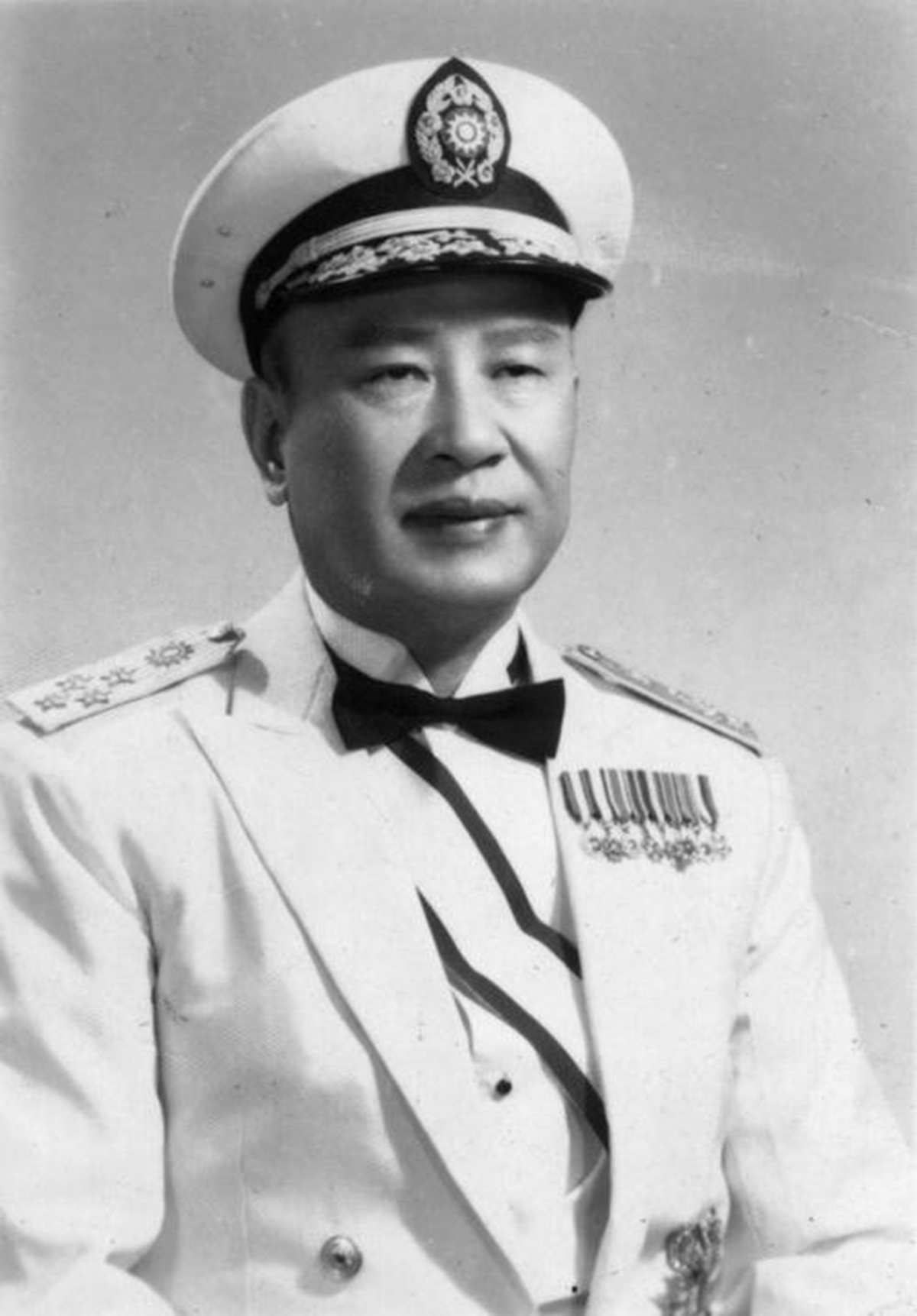
الكومينتانغ الجنرال باي تشونغسي

### الموجة الأولى من الهجرة
يعتقد أن الإسلام وصل إلى تايوان في القرن السابع عشر عندما انتقل عدد من العائلات المسلمة من المقاطعة الساحلية فوجيان جنوب الصين برفقة القائد كوسينغيا في حملة على تايوان لإخراج الهولنديين من جنوب مدينة تاينان في 1661 وأنشأ مملكة تونغنينغ في تايوان. يعتقد أن هؤلاء هم أول المستوطنين المسلمين في الجزيرة. لكن أحفادهم أصبحوا مندمجين في المجتمع التايواني وتبنوا العادات والأديان المحلية.
وفقًا للأستاذ ليان يا تانج في كتابه تاريخ تايوان (1918)، كان هناك عدد قليل من المسلمين في الجزيرة معظمهم من مقاطعات أخرى في البر الرئيسي للصين. لم يكن هناك انتشار للإسلام ولم تكُن هناك مساجد.
قُضِيَ على الآثار النهائية لأول هجرة للمسلمين إلى تايوان خلال الحكم الاستعماري الياباني لتايوان 1895-1945. منعت الحكومة اليابانية التايوانيين من ممارسة الدين الأجنبي، مما أدى إلى ممارسة العديد من السكان المحليين عقيدتهم سراً. وجاء آخر إمام من البر الرئيسي للصين إلى تايوان عام 1922. خلال ذلك الوقت، حظرت اليابان جميع الأديان الأجنبية. وبعد تسليم تايوان من اليابان إلى جمهورية الصين في أكتوبر 1945، استُأنِف تقليد إرسال الأئمة من البر الرئيسي مرة أخرى في عام 1948.

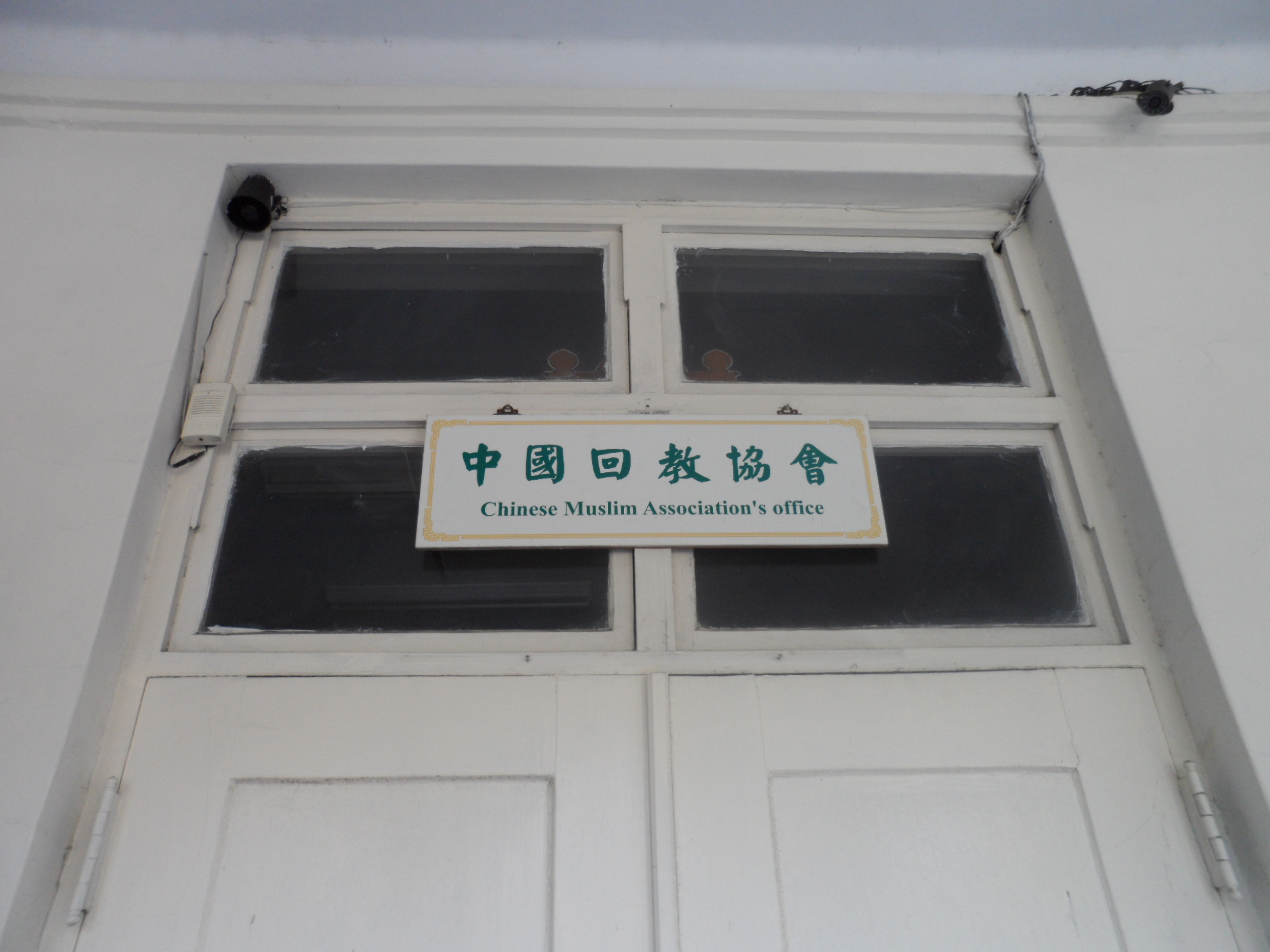
مكتب الرابطة الإسلامية الصينية في مسجد تايبيه الكبير.

وضعت الرابطة الإسلامية الصينية رقمًا لجميع الأشخاص الذين يأتون من الموجة الأولى من الهجرة الإسلامية ليكون حوالي 20,000 شخص. على الرغم من جهود الجمعية لإحياء الإسلام بينهم إلا أنهم لم يعودوا يمارسون الإسلام بعد الآن في حياتهم اليومية.

## المساجد وقاعات الصلاة

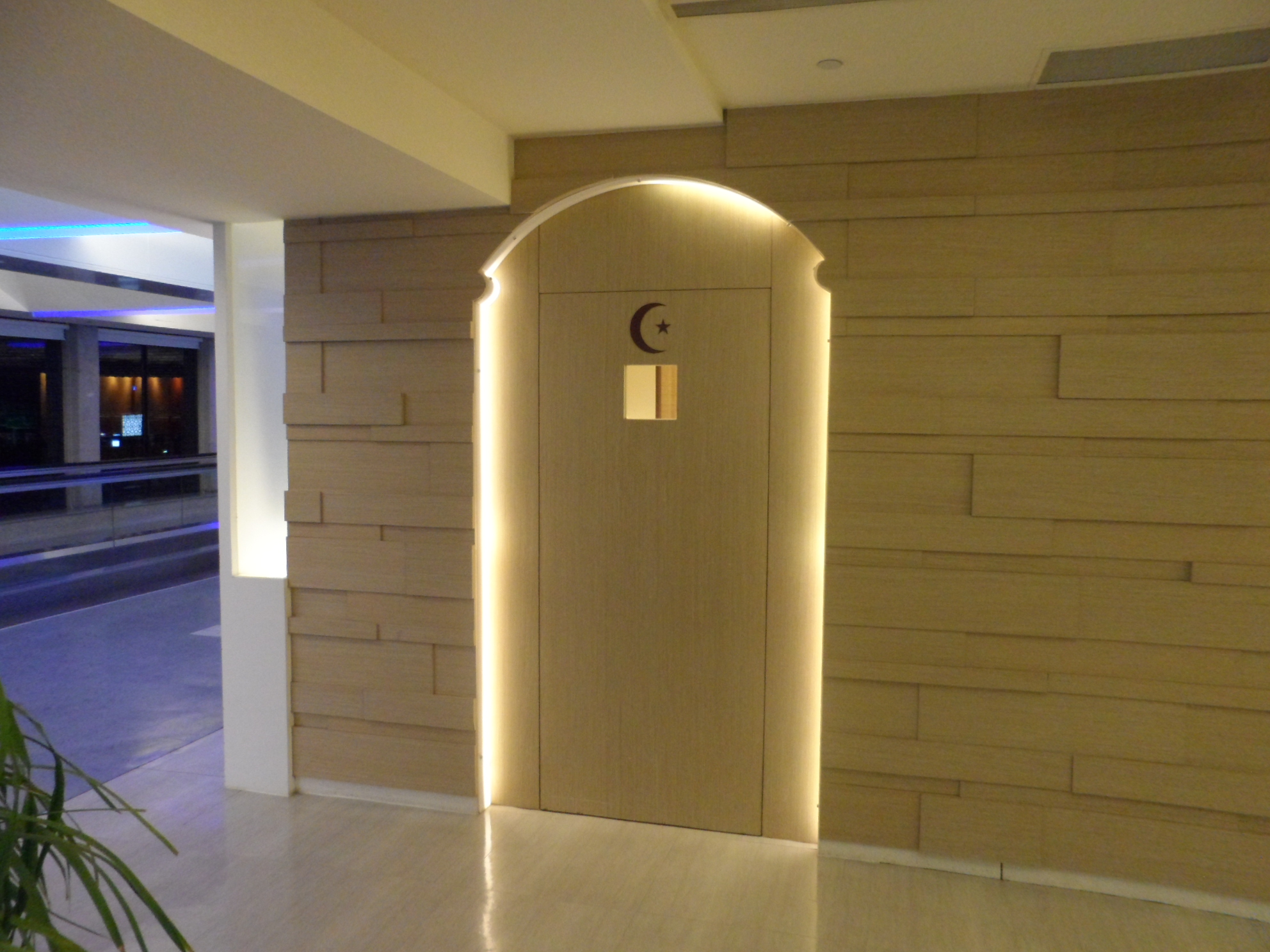
غرفة صلاة المسلمين في منطقة ترمينال 1 في مطار تايوان تاويوان الدولي.

## شخصيات مسلمة بارزة

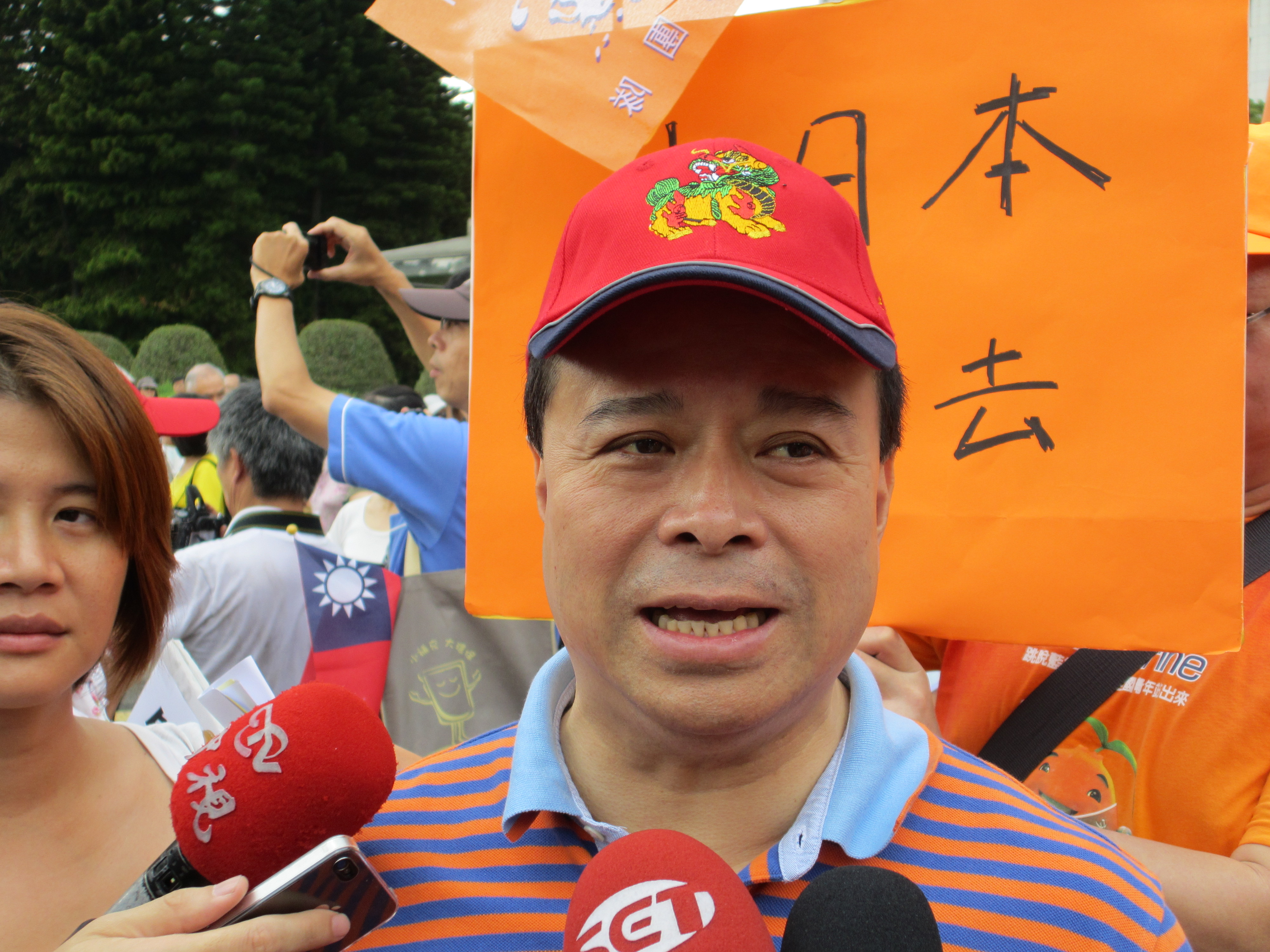
السياسي ليو وين شيونغ

## معرض الصور

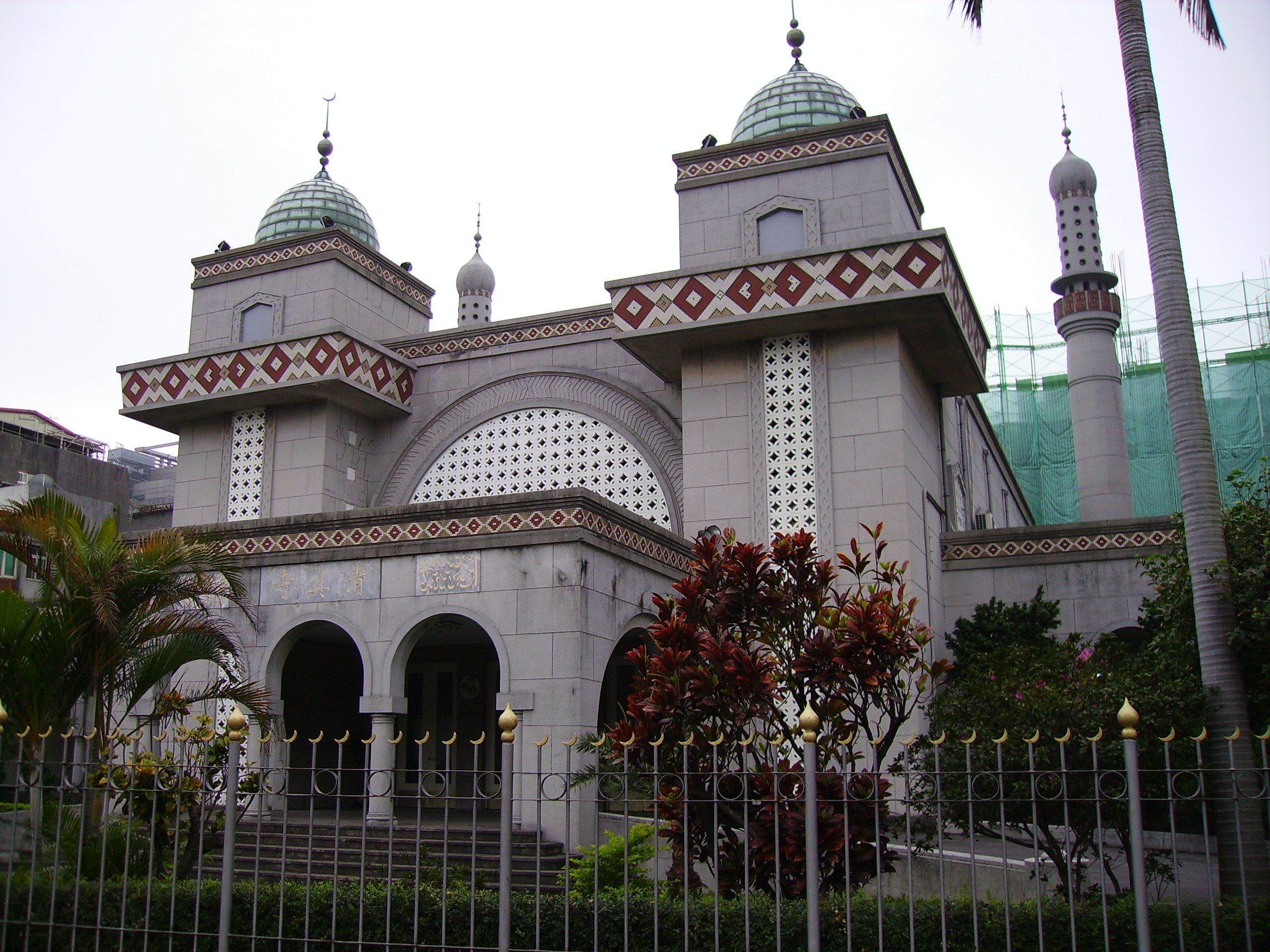
مسجد تايبيه الكبير في تايبيه، أول وأكبر مسجد في تايوان.
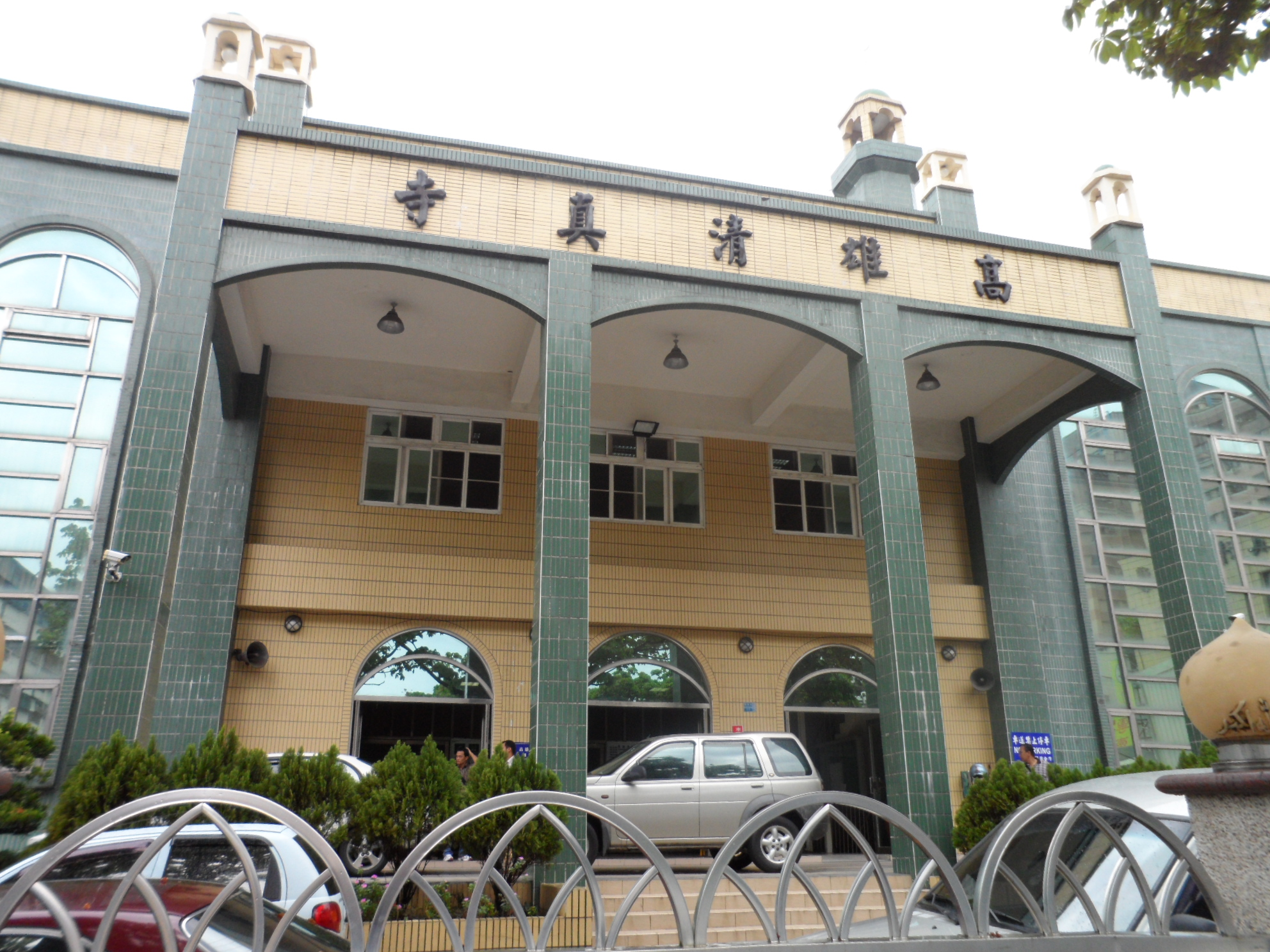
مسجد كاوهسيونغ في كاوهسيونغ، المسجد الثاني في تايوان.
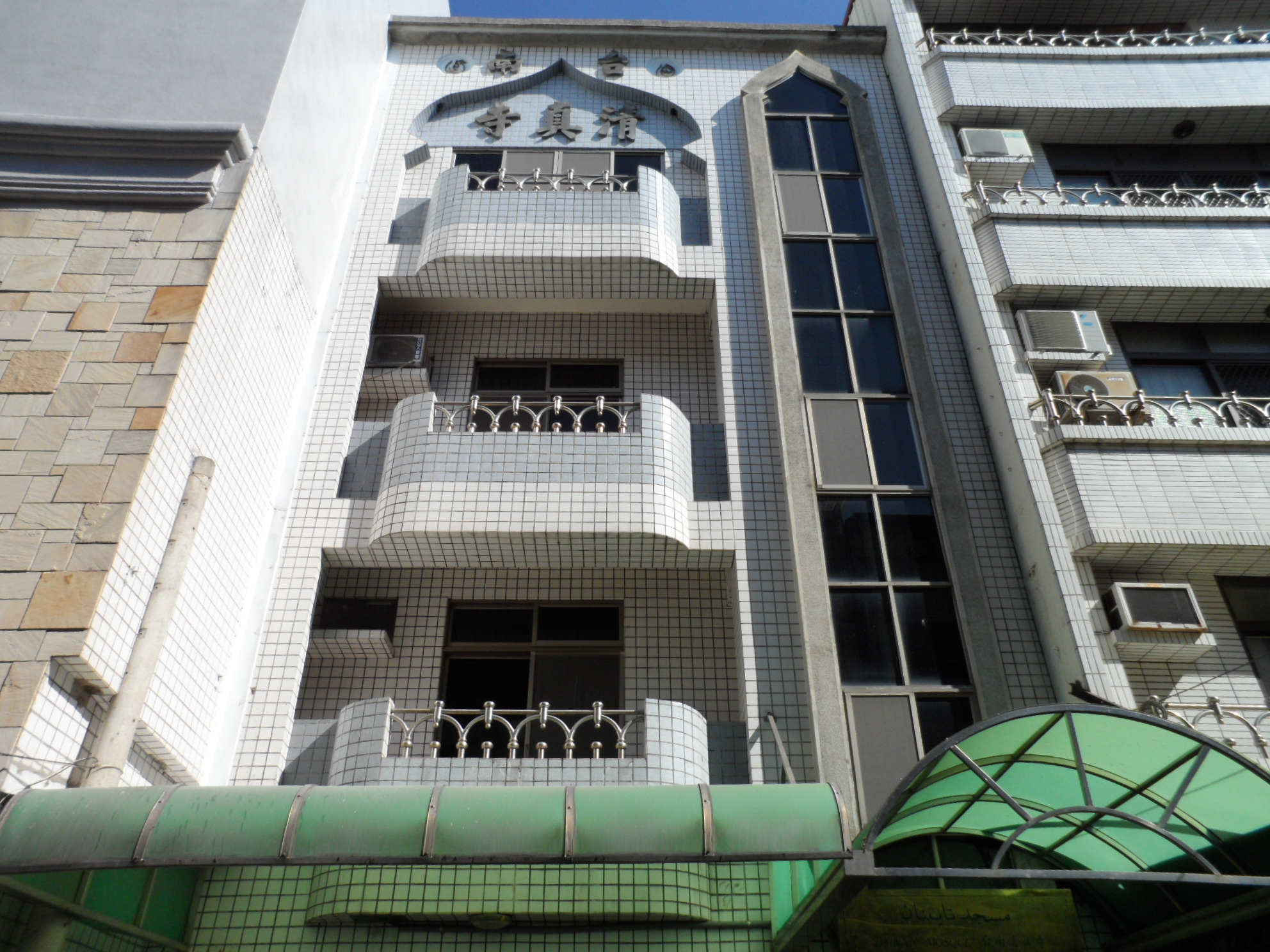
مسجد تاينان في تاينان، المسجد السادس في تايوان.
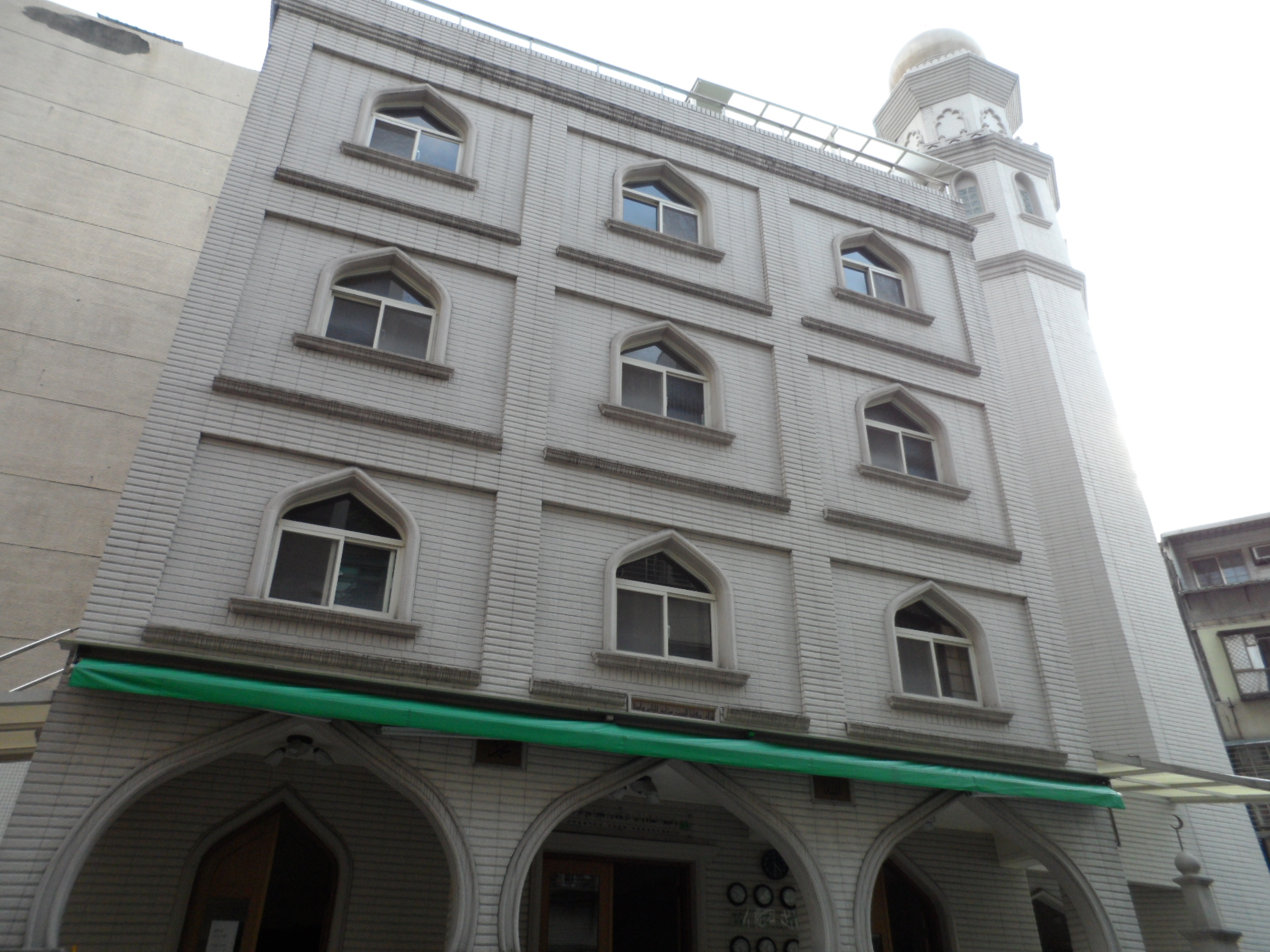
مسجد تايبيه الثقافي في تايبيه يضم مكتب رابطة الشباب المسلم الصيني وجمعية تنمية الحلال في تايوان.
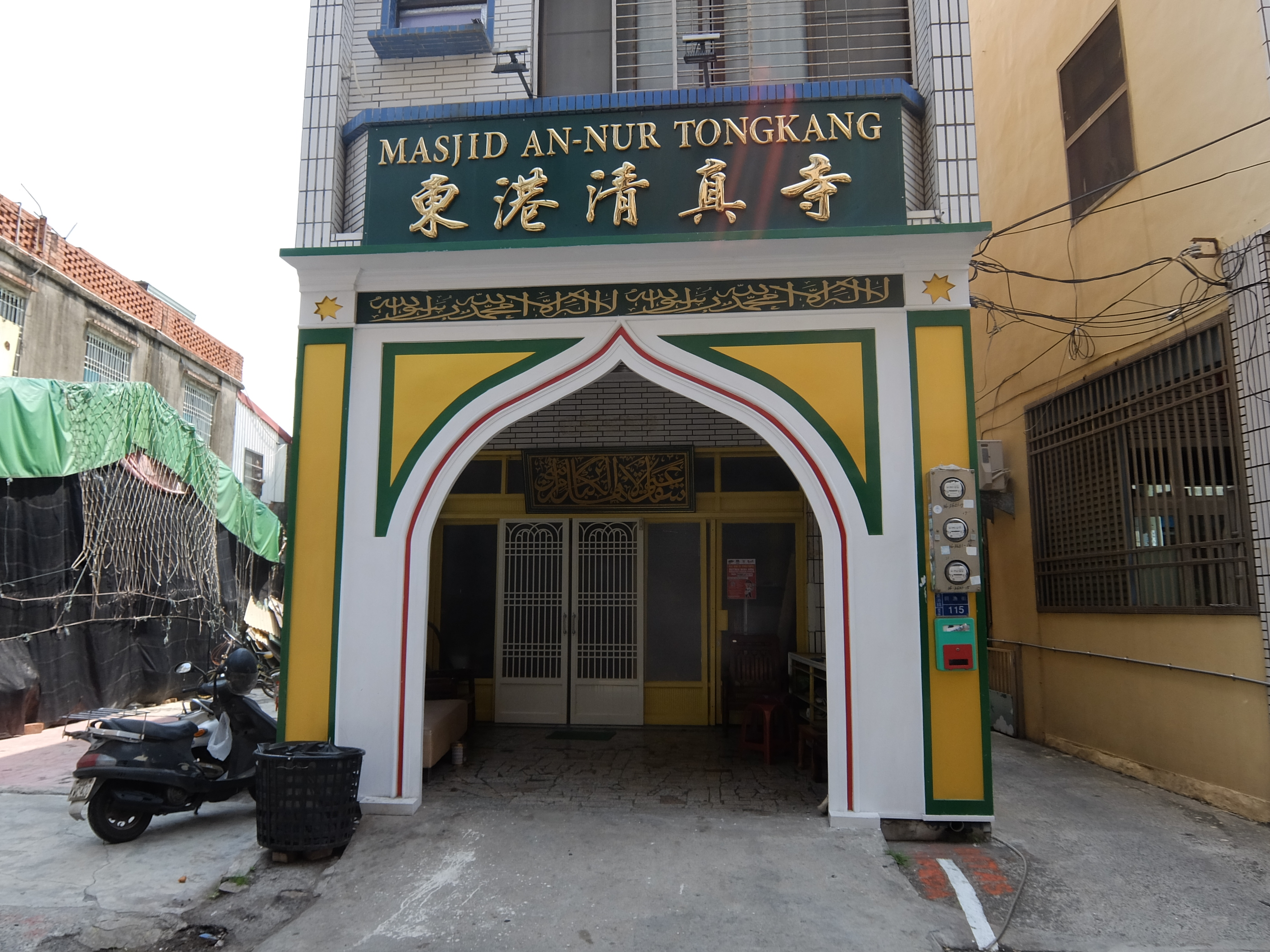
مسجد النور تونغكانغ في بلدة دونغقانغ، مقاطعة بينغتونغ.
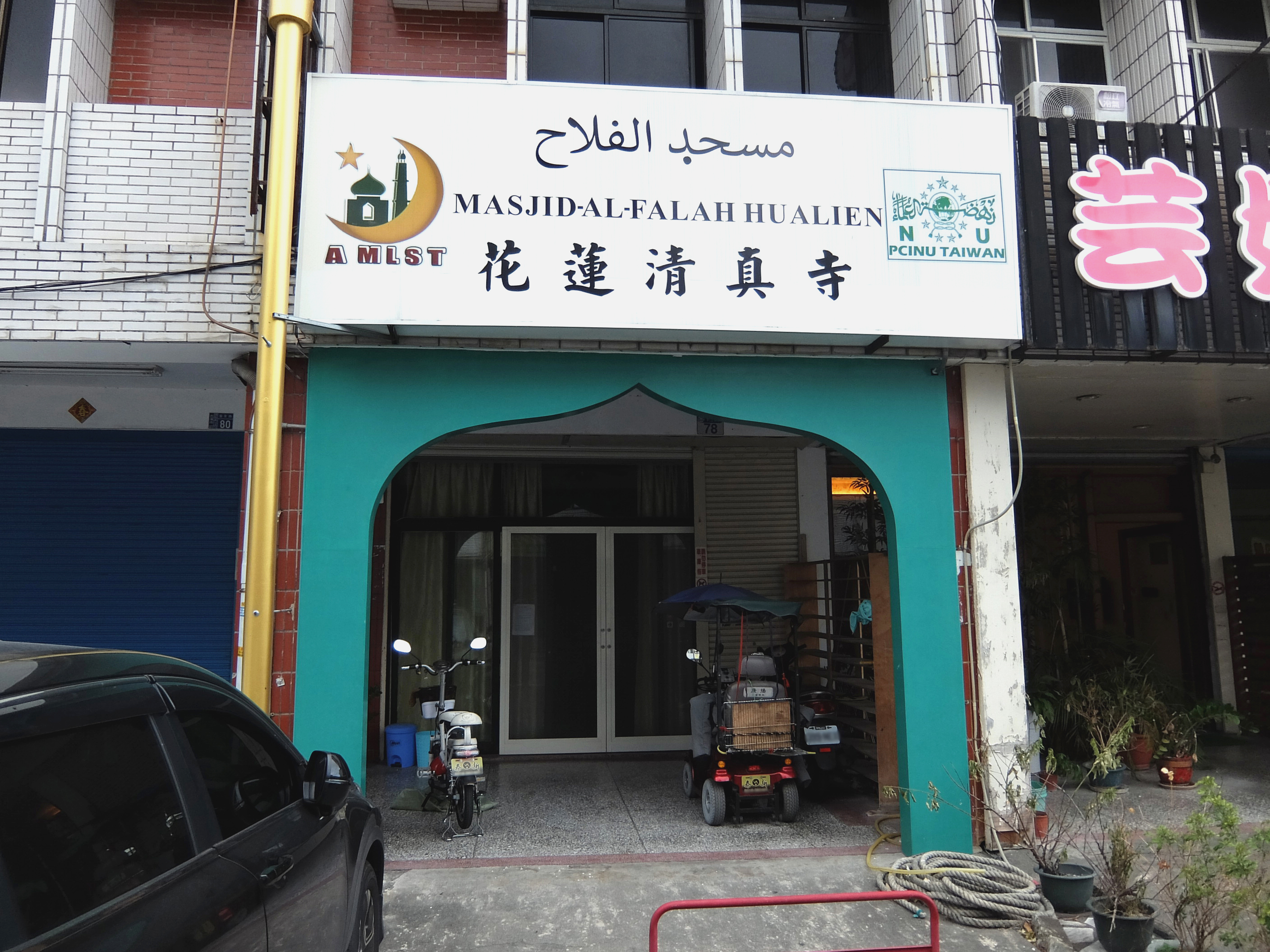
مسجد الفلاح في مدينة هوالين.

### الموجة الثانية من الهجرة

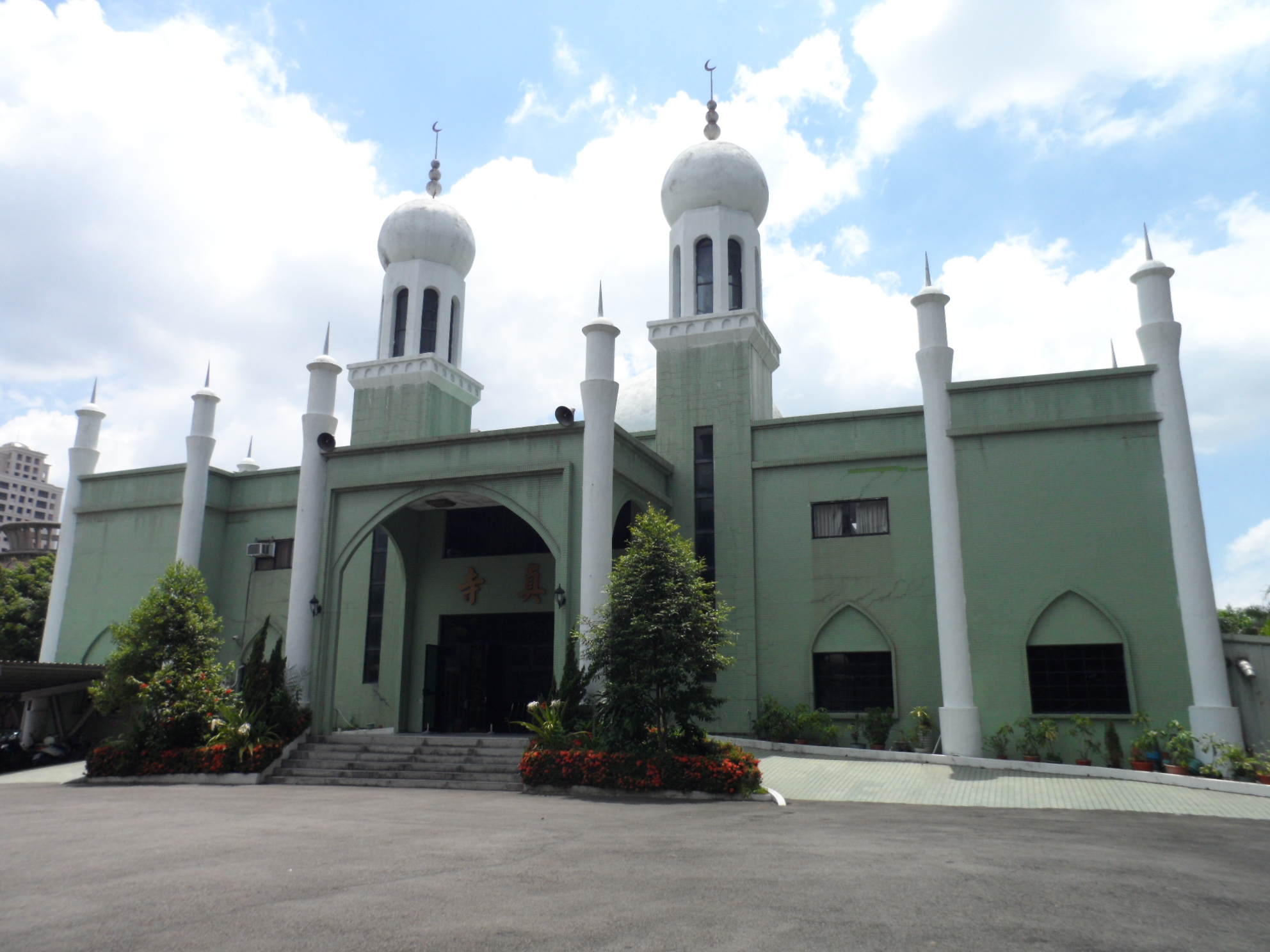
مسجد تايتشونغ في منطقة نانتون، تايتشونغ.

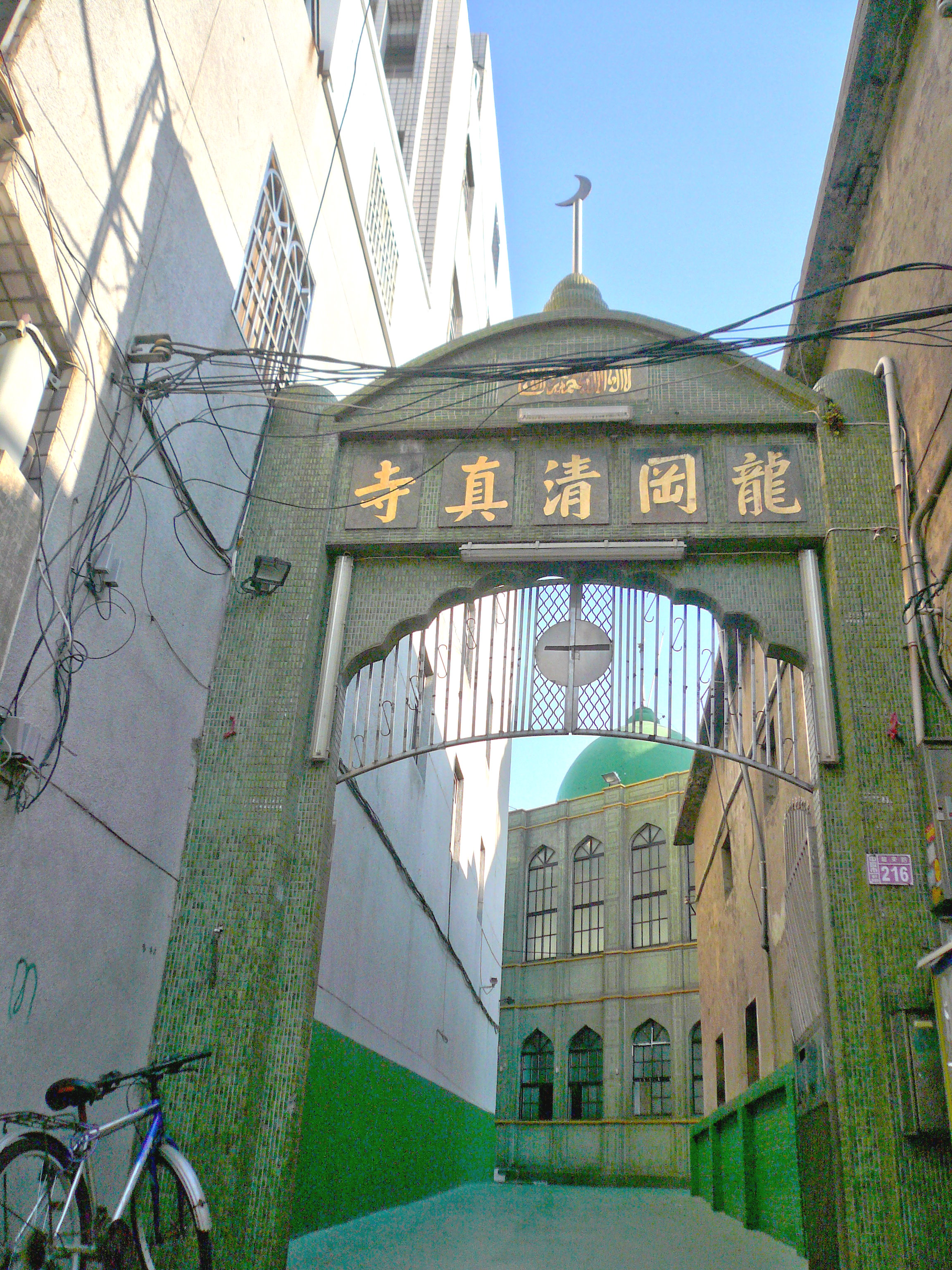
مسجد لونغانغ في زونغلي، تاويون.

قدمت الموجة الثانية من المهاجرين المسلمين خلال الحرب الأهلية الصينية في القرن العشرين عندما فرّ حوالي 20.000 أسرة مسلمة من الصين مع الحكومة القومية إلى تايوان في عام 1949 في نهاية الحرب الأهلية الصينية تحت قيادة الجنرال باي تشونغسي والذي ترأس الرابطة الإسلامية الصينية عند تأسيسها داخل تايوان وذلك بعد انتقال الرابطة من البر الصيني الرئيسي إلى تايوان مع موجة الهجرة التي حصلت. كان العديد منهم جنودًا وموظفين حكوميين، وجاءوا من مقاطعات عدة كان الإسلام فيها قويًا مثل يونّان وسنجان ونينغشيا وآنهوي وقانسو (معظمها في المناطق الجنوبية والغربية من الصين). أسس أول المستوطنين المسلمين من البر الرئيسي الصيني بقيادة الرابطة الإسلامية الصينية في تايوان أول مسجد في تايوان عام 1947، وهو مسجد تايبيه الكبير في تايبيه. يرمز المسجد إلى اللفتة الوديّة من حكومة جمهورية الصين إلى الإسلام، كما عززت العلاقات الدبلوماسية بين جمهورية الصين وحلفائها المسلمين. وبعد إقامة المسجد، تطورت الأنشطة الدبلوماسية بين جمهورية الصين والدول الإسلامية بشكل كبير وزادت التجارة والتبادل التجاري بشكل ملحوظ.
أدت هذه الموجة من هجرة المسلمين من البر الرئيسي للصين إلى تايوان إلى إنشاء مساجد أخرى في البلاد، مثل مسجد كاوهسيونغ في عام 1949 في كاوهسيونغ، ومسجد تايبيه الثقافي في عام 1950 في تايبيه ومسجد تاي شانغ في عام 1951 في تاي شانغ.
خلال الخمسينات، كان الاتصال بين المسلمين والصينيين الهان محدودًا بسبب الاختلافات في العادات. كان المسلمون يعتمدون بشكل كبير على بعضهم من خلال الأمة (الجالية الإسلامية) التي اجتمعت بانتظام في منزل في شارع ليشوي تايبيه، الموقع الأصلي لمسجد تايبيه الكبير قبل أن يُنقلَ إلى موقعه الحالي. ومع ذلك، بحلول الستينات من القرن العشرين، عندما أدرك المسلمون أن العودة إلى البر الرئيسي للصين ستكون غير محتملة وليس هناك حاجة ملحة لها، أصبح الاتصال بالصينيين الهان أكثر على الرغم من أنه لا يزال هناك قدر كبير من الاعتماد المتبادل داخل الأمة (الجالية).
في عام 1953 أصدرت الجمعية العامة للأمم المتحدة قرارًا يدين حكومة جمهورية الصين على أفعالها وحرب العصابات داخل بورما، وحثت جميع الدول على احترام سيادة بورما وسلامتها الإقليمية. وكان من نتائجه أن اتفقت تايبيه ويانغون وبانكوك لإجلاء جميع القوات غير النظامية الكومينتانغ تحت قيادة الجنرال لي مي إلى تايوان. ونقل الطيران المدني 5883 جنديًا من الكومينتانغ و1040 معالًا إلى تايوان. كانت غالبية هذه القوات مسلمة ولم يكن لديها مكان للعبادة في موطنها الجديد في تايوان، لذلك بدأوا في بناء مسجد لونغانغ في زونغلي في عام 1964، اكتمل المسجد بعد ثلاث سنوات في عام 1967. وعاشت حوالي 200 عائلة مسلمة حول هذه المنطقة ومعظمها ينتمي إلى عشائر عائلة واحدة.
خلال تلك الفترات، شغل عدد قليل من القادة المسلمين مقاعد في مجلس اليوان التشريعي الوطني. كان هناك مسلمون يعملون ضباطًا في القوات المسلحة لجمهورية الصين، ولا سيما الفريق ما تشينغ شيانغ الذي أصبح أحد كبار مستشاري الرئيس شيانج كاي شيك. كما شغل المسلمون مناصب مهمة في السلك الدبلوماسي، مثل سفير جمهورية الصين لدى الكويت وانغ شي مينج.

### الموجة الثالثة من الهجرة
منذ ثمانينات القرن العشرين، هاجر آلاف المسلمين من ميانمار وتايلاند إلى تايوان بحثًا عن حياة أفضل. وهم من نسل الجنود الوطنيين الذين فروا من يونَّان عندما استولى الشيوعيون على البر الصيني. هؤلاء الناس يشكلون هجرة المسلمين الثالثة إلى تايوان. استقر العديد منهم في شارع هواكسين في منطقة تشونغخه في تايبيه الجديدة، ومنطقة زونغلي في تاويون وبعض المدن الأخرى.

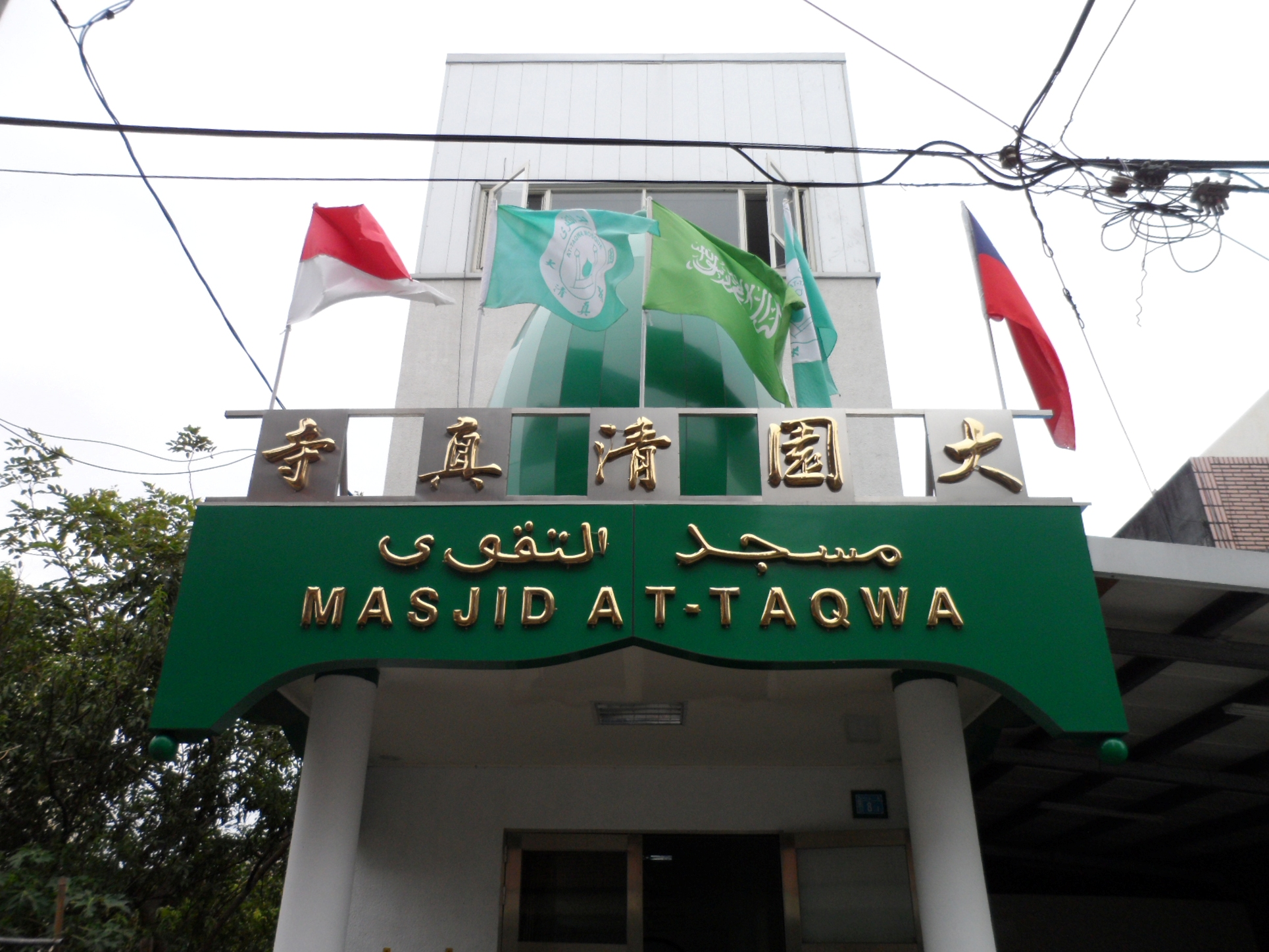
مسجد التقوى في منطقة دايوان بمدينة تاويون.

### الموجة الرابعة من الهجرة
غالبية المسلمين التايوانيين اليوم هم من الذين اعتنقوا الإسلام حديثًا، معظمهم من النساء، اللاتي تزوجْنَ من مسلمي البر الرئيسي. يوجد اليوم حوالي 60.000 مسلم تايواني و150.000 عامل إندونيسي مسلم، ومسلمين آخرين من ماليزيا والفلبين وباكستان والهند وأماكن أخرى، مما يجعل المجموع الحالي لأكثر من 210.000 مسلم يعيشون في تايوان.
يمكن رؤية عدد السكان المسلمين المتزايد في تايوان من إندونيسيا في العديد من المدن الصناعية، مثل تلك الموجودة في دايوان، تاويون. حيث يوجد عدد متزايد من العمال الإندونيسيين هناك، ومعظمهم مسلمون. قامت عاملة إندونيسية متزوجة من رجل تايواني محلي هي وزوجها ببناء مسجد التقوى، المسجد السابع في تايوان، والذي افتتح في 9 يونيو 2013. وفي عام 2017 شُيّد المسجد الثامن في تايوان، مسجد النور في مقاطعة بينغتونغ، وافتتح في 18 فبراير 2018 من قبل مجموعة من الصيادين الإندونيسيين الذين يعملون في ميناء قريب. أما المسجد التاسع في تايوان، مسجد الفلاح، فقد بُنيَ في مدينة هوالين وافتتحه وزير القانون وحقوق الإنسان الإندونيسي السابق محمد محفوظ في 18 مارس 2018.

### الطعام الإسلامي

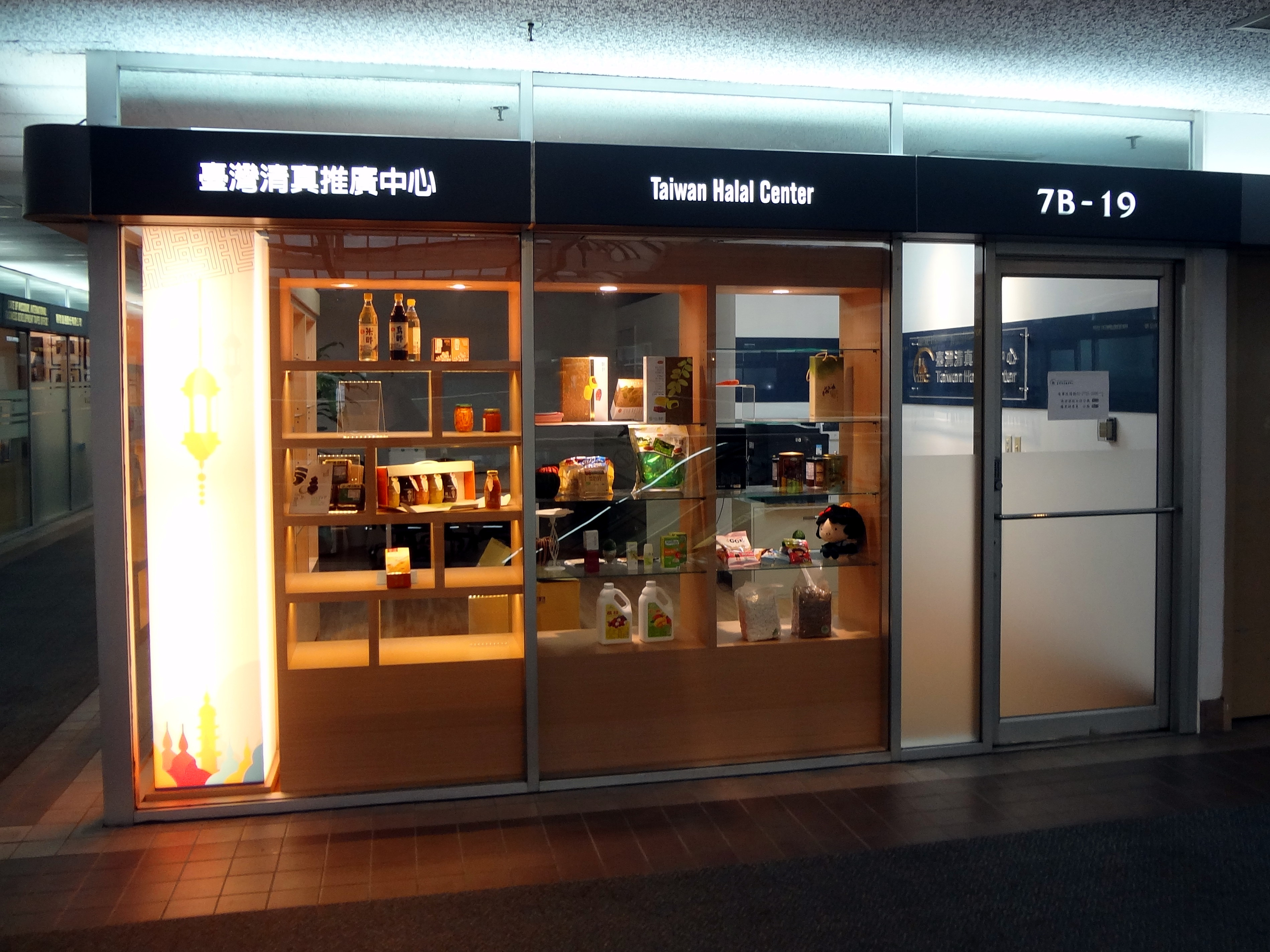
مركز تايوان الحلال في منطقة شينيي، تايبيه.

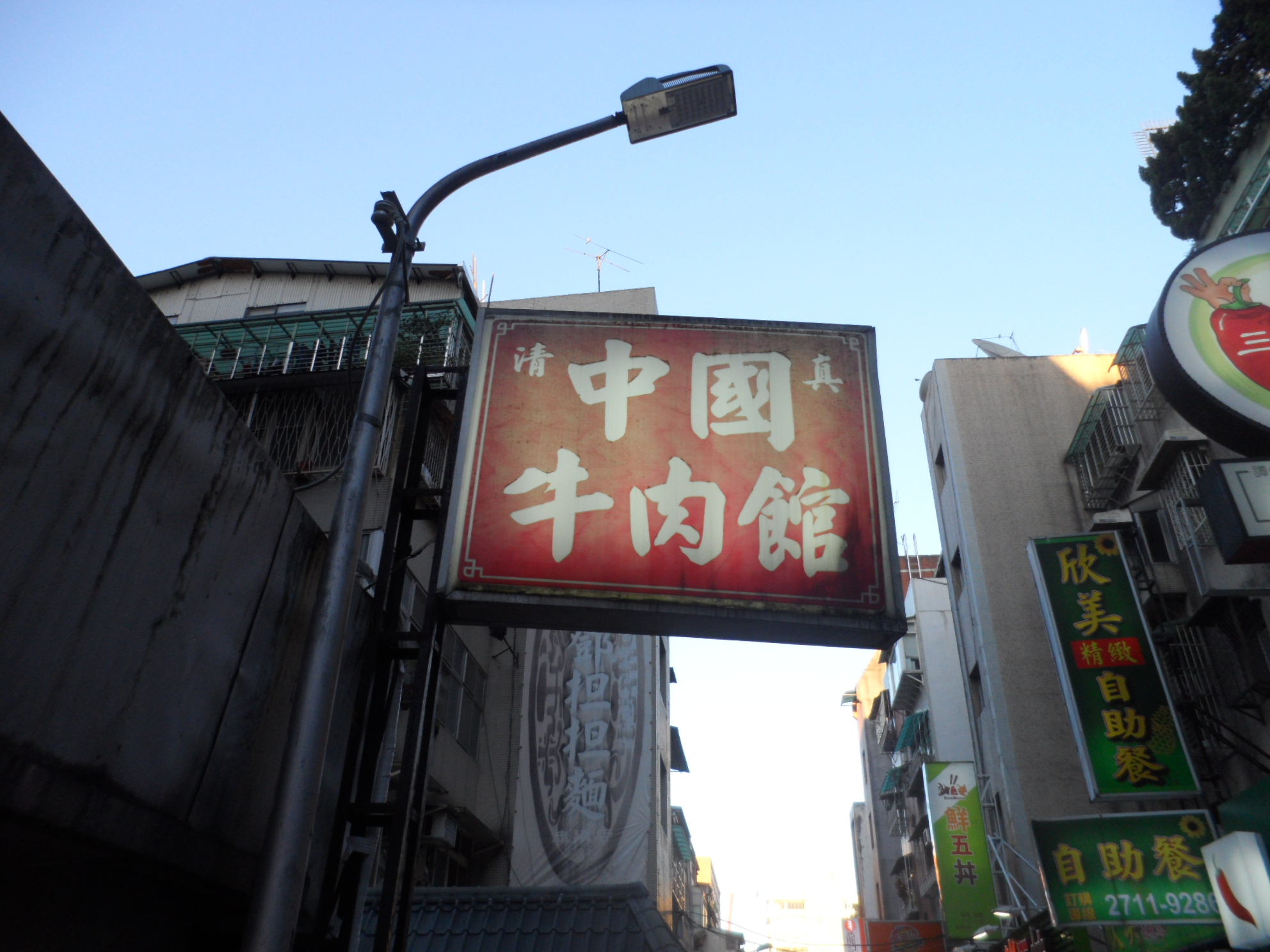
مطعم صيني حلال في منطقة دان، تايبيه.

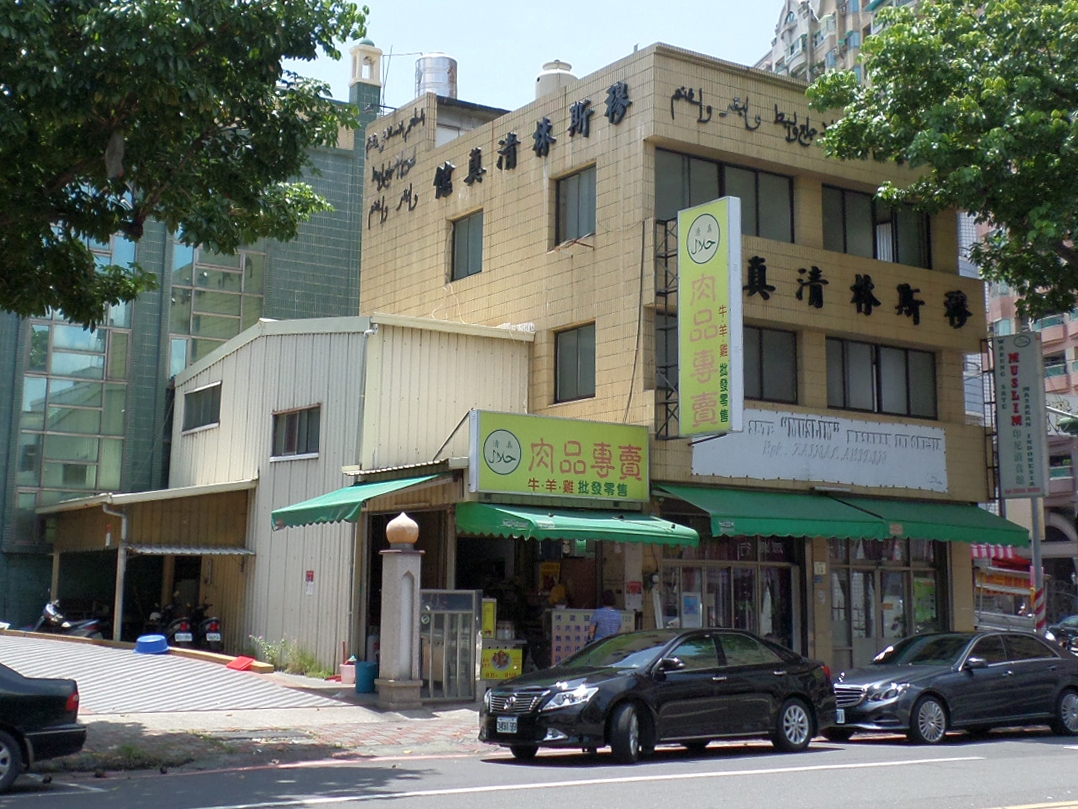
مطاعم حلال في كاوهسيونغ.

### الصوم

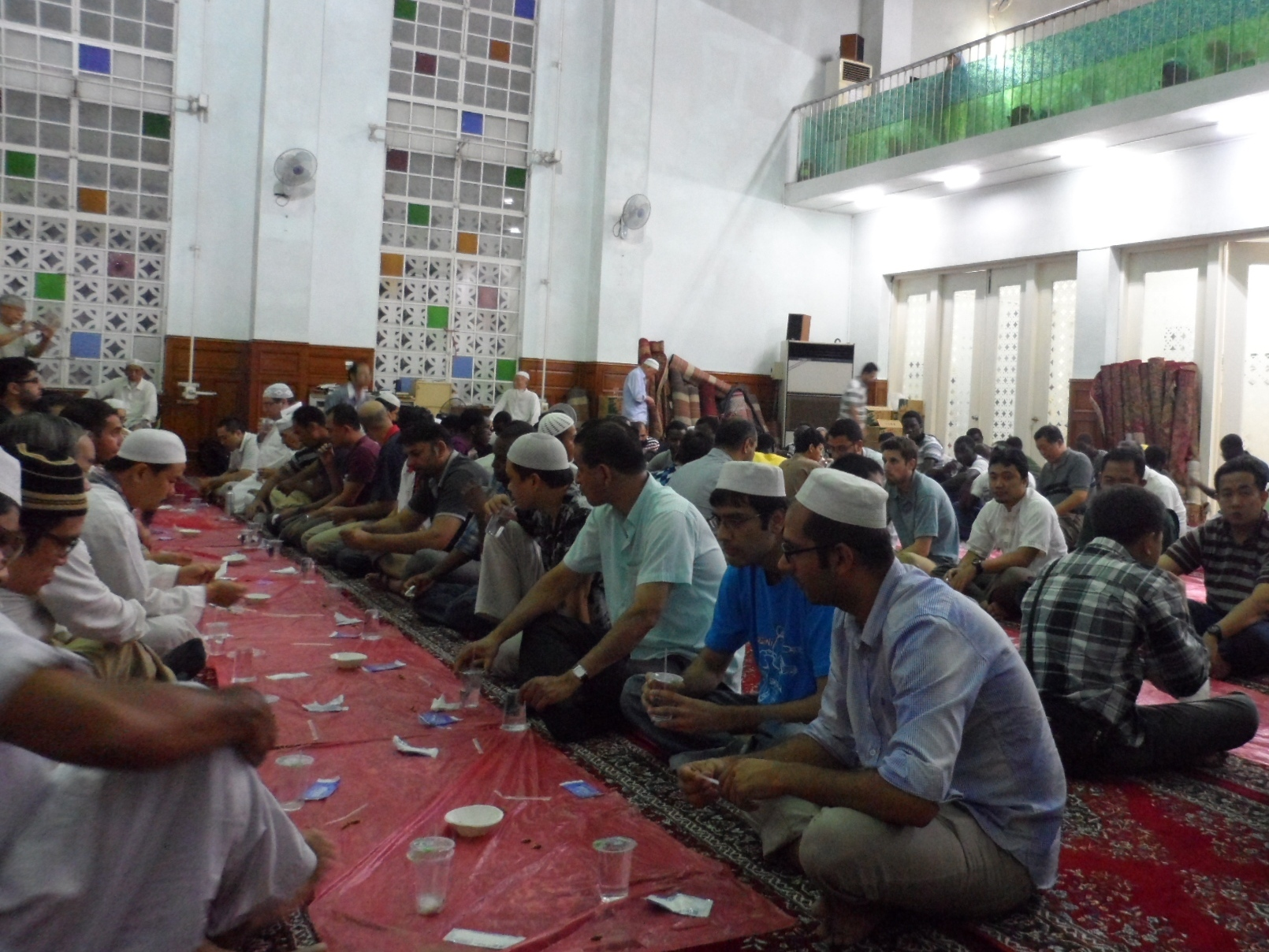
الإفطار السريع في مسجد تايبيه الكبير خلال شهر الصيام.

### العمل الاجتماعي

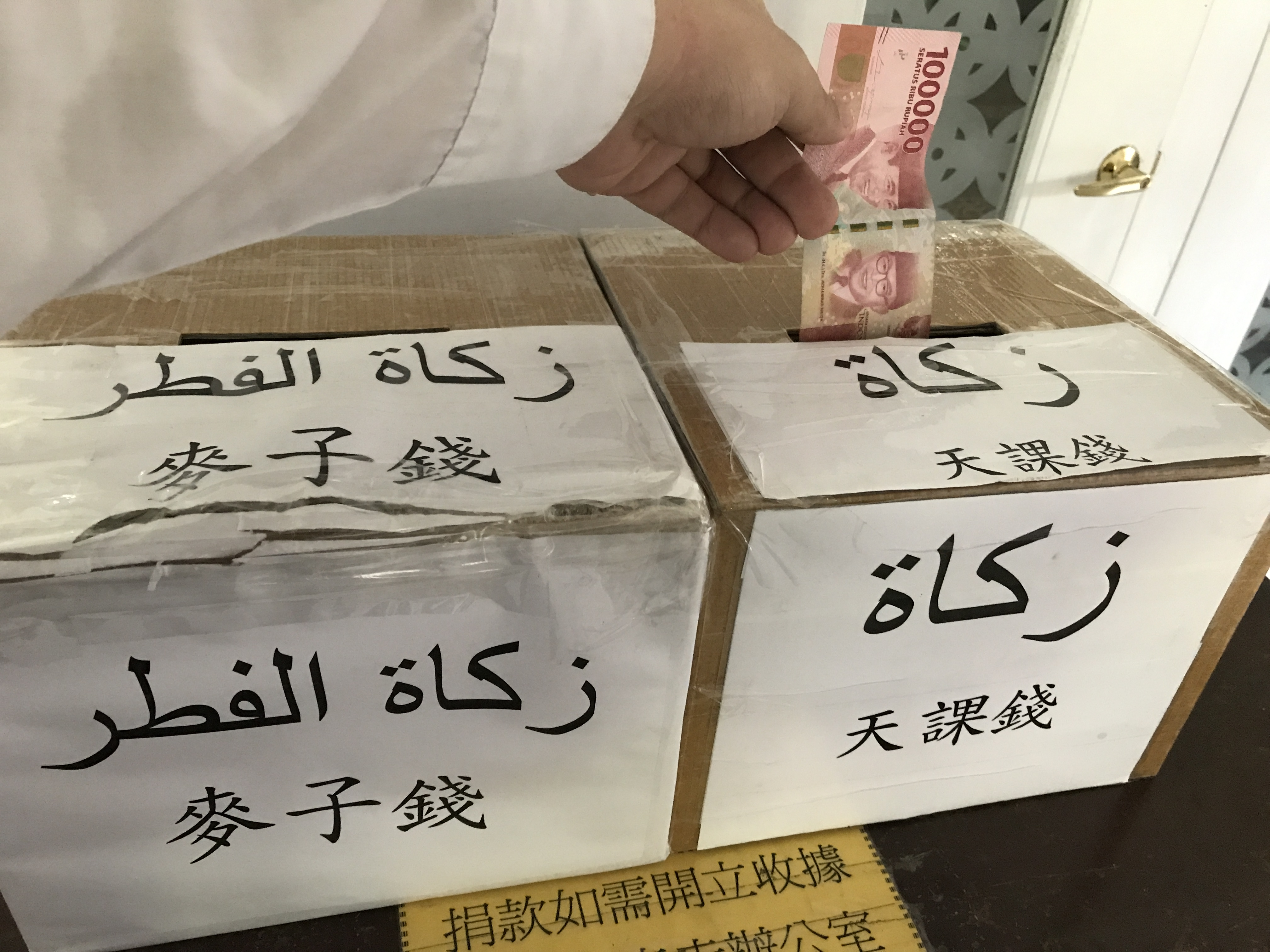
صندوق التبرع بالزكاة في مسجد تايبيه الكبير.

### احتفالات المسلمين

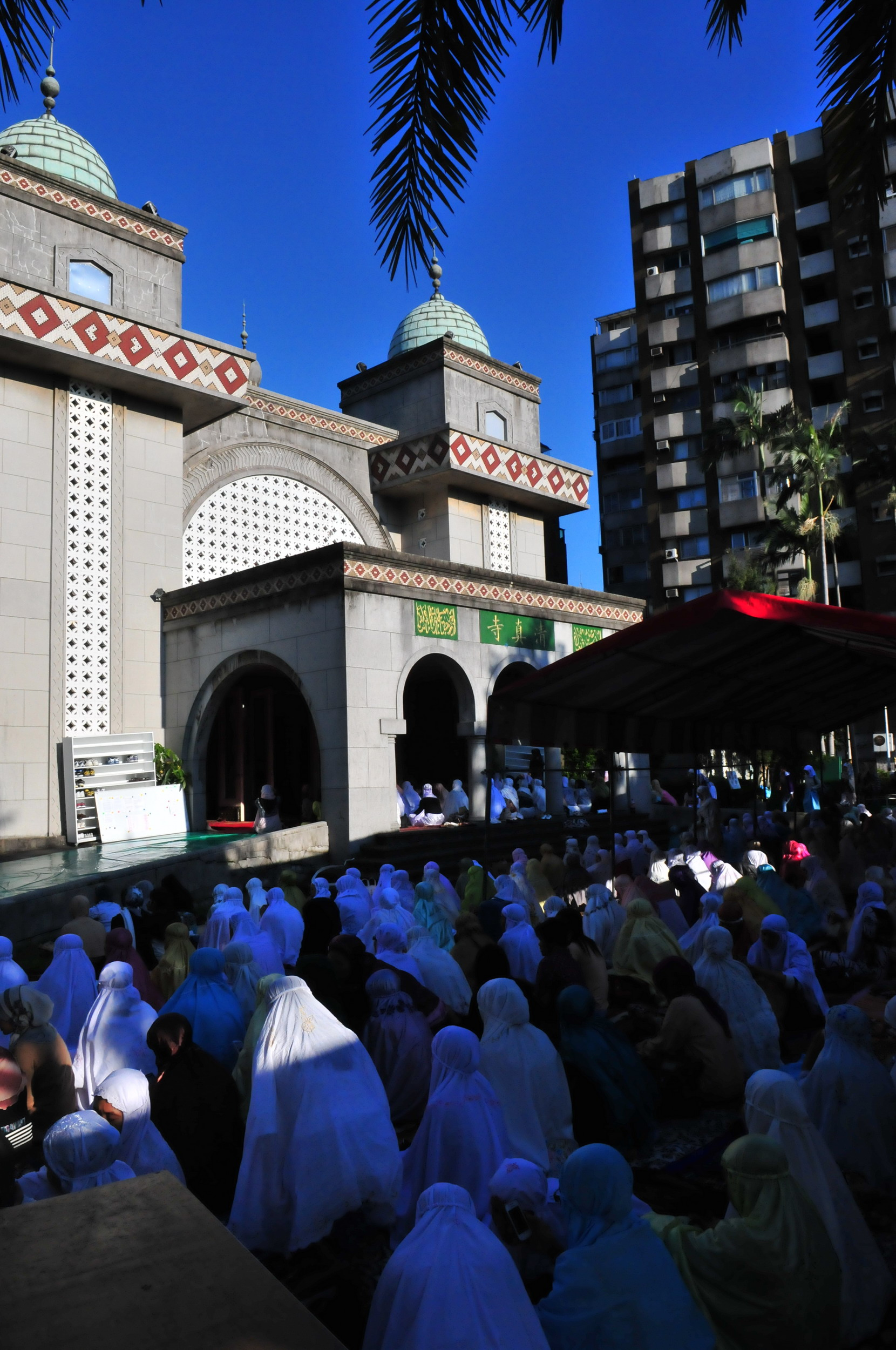
صلاة عيد الفطر في مسجد تايبيه الكبير.

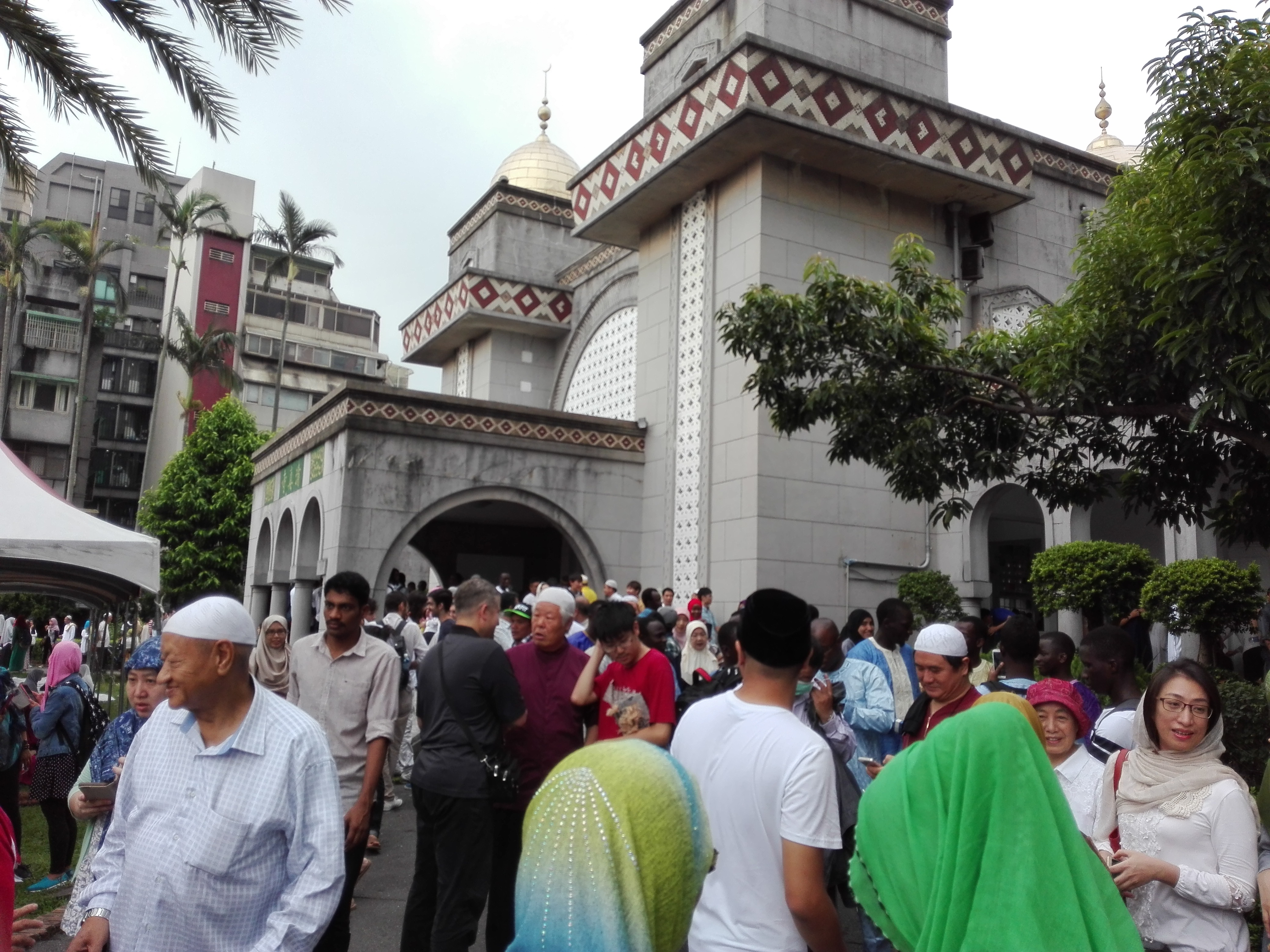
عيد الأضحى في مسجد تايبيه الكبير.

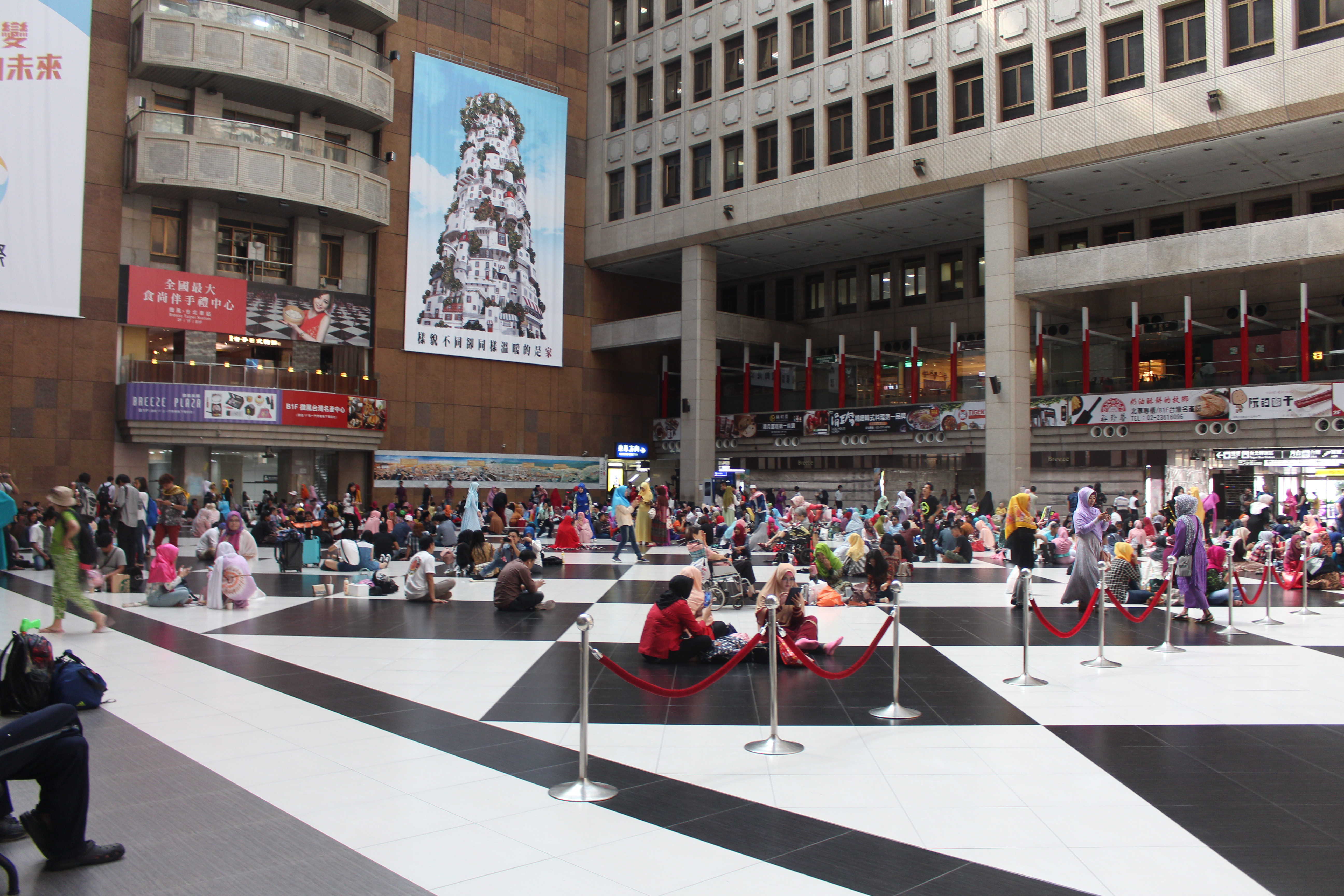
تجمع عيد الفطر في محطة تايبيه الرئيسية.

### مقابر المسلمين

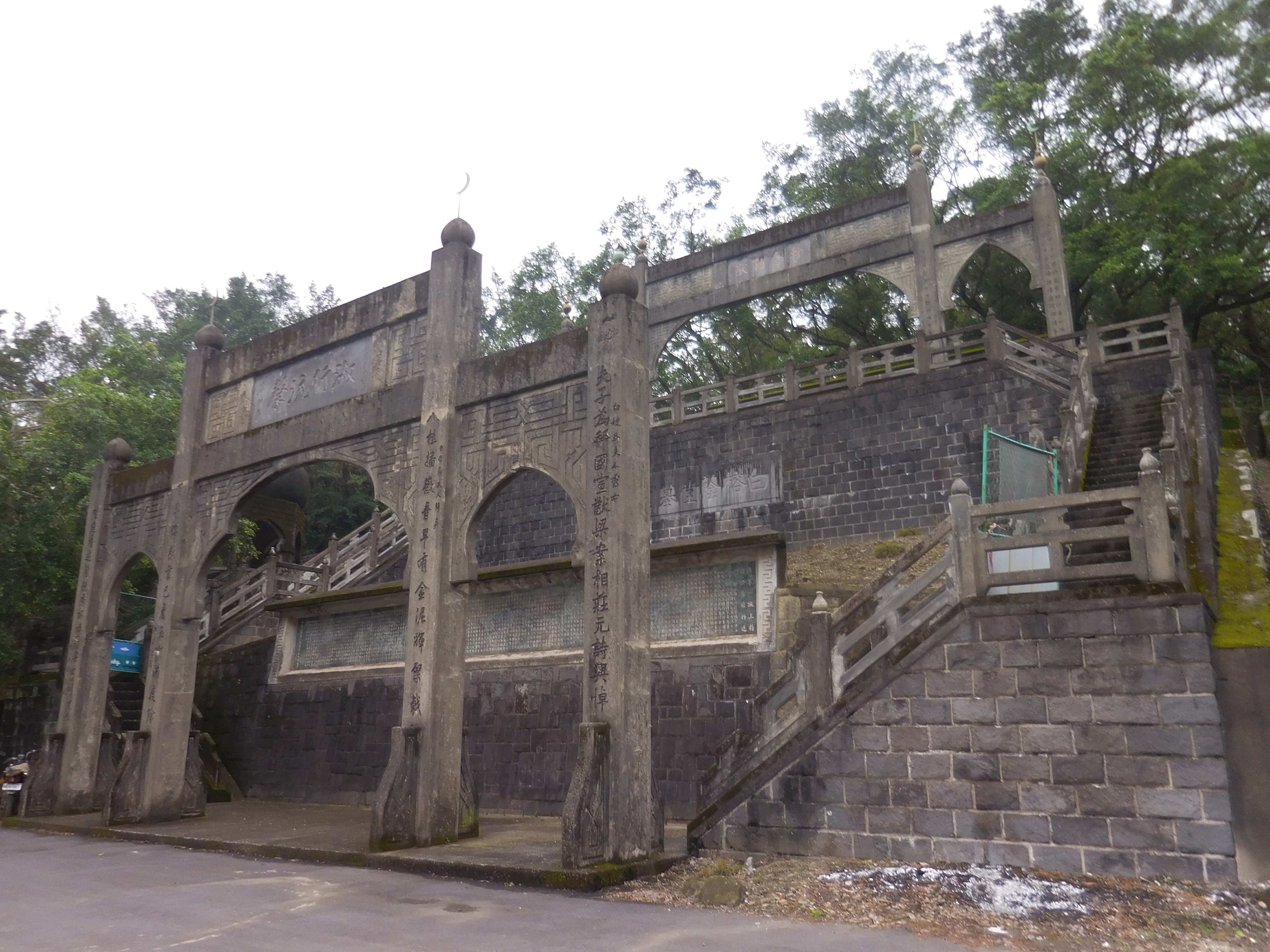
قبر باي تشونغسي في تايبيه.

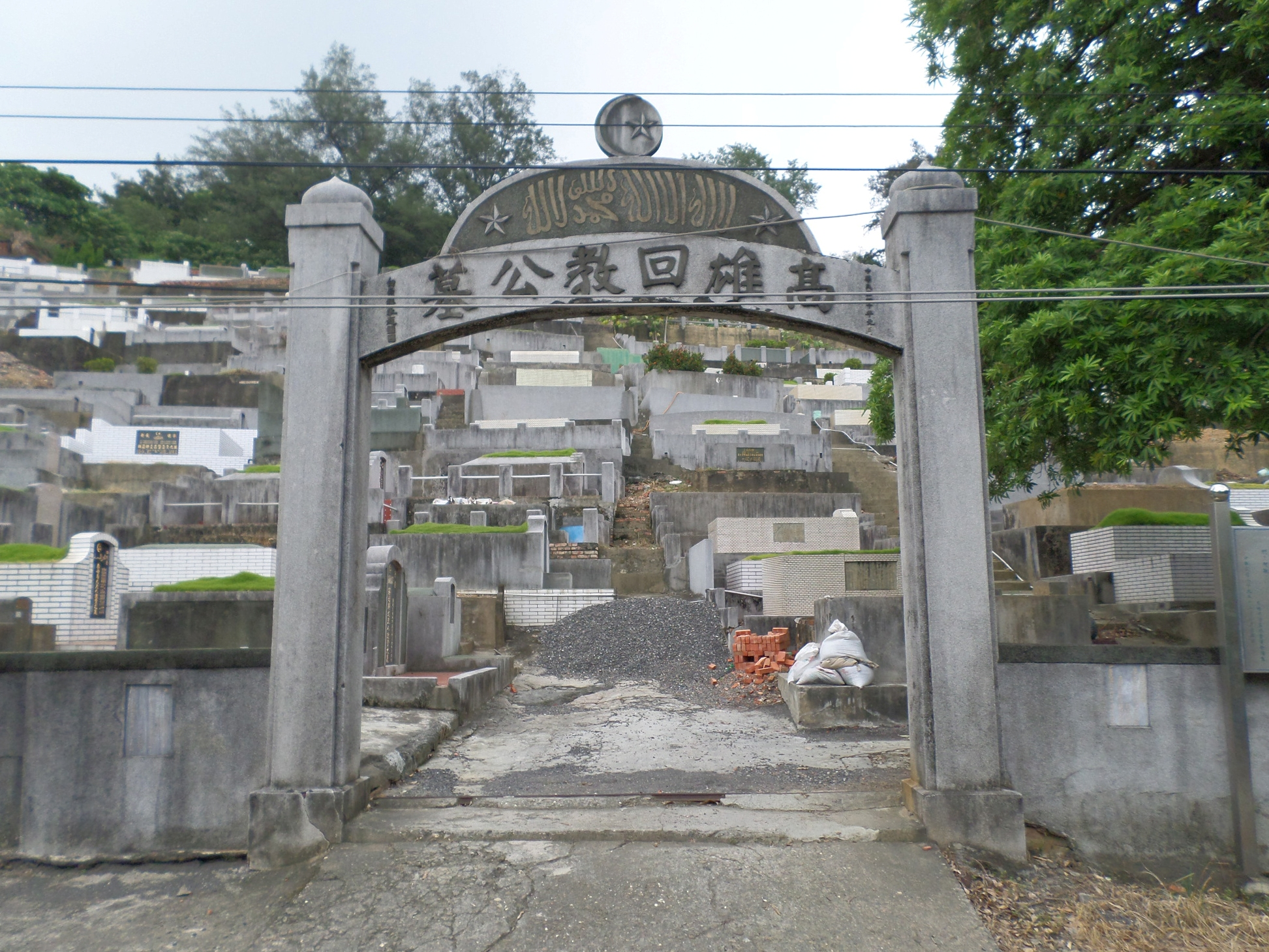
مقبرة كاوشيونغ الإسلامية السابقة في منطقة سانمين، كاوهسيونغ.

### سياحة المسلمين

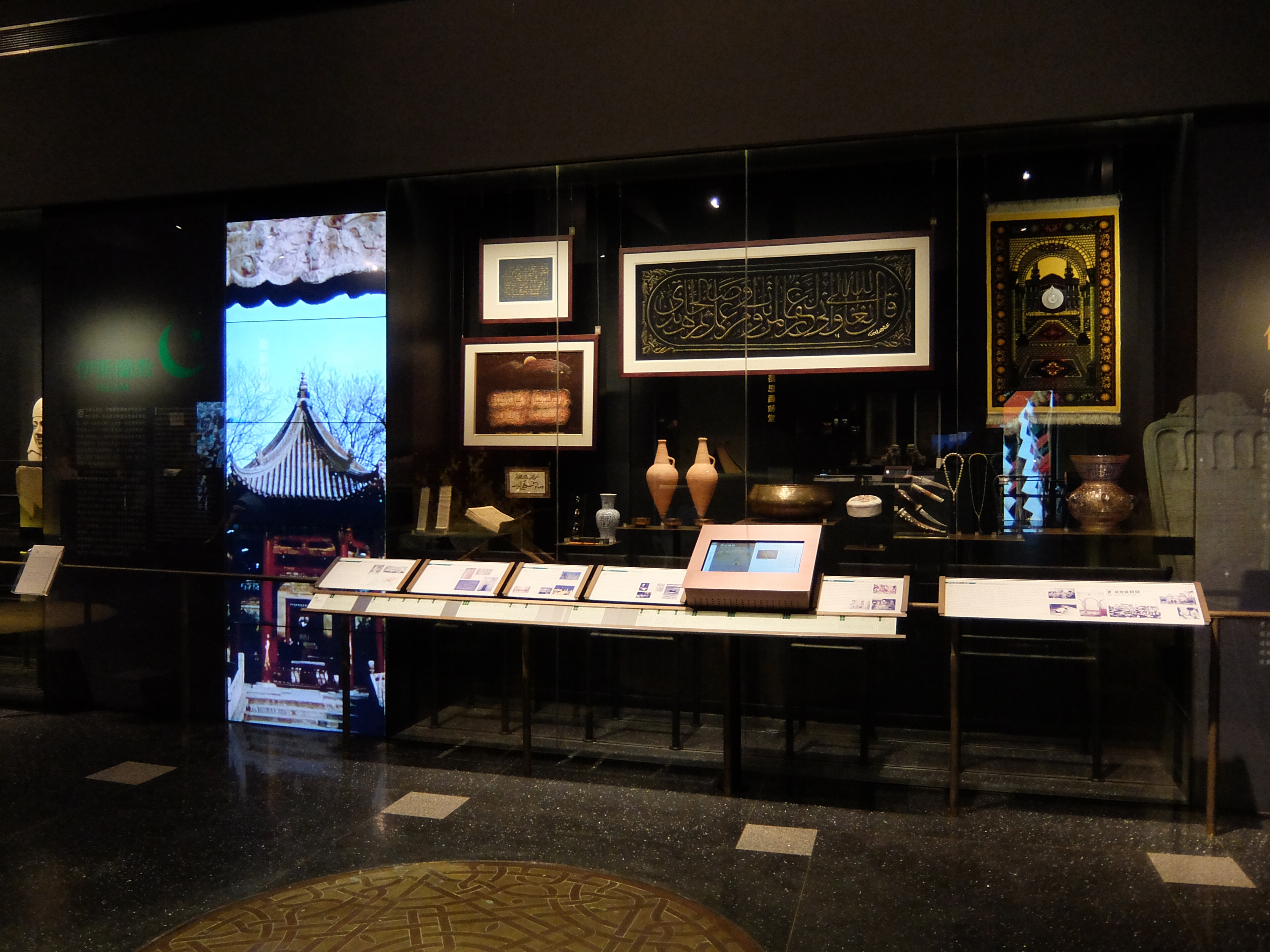
قسم الإسلام في متحف الأديان العالمية في تايبيه الجديدة.

### أحداث ذات صلة بالمسلمين

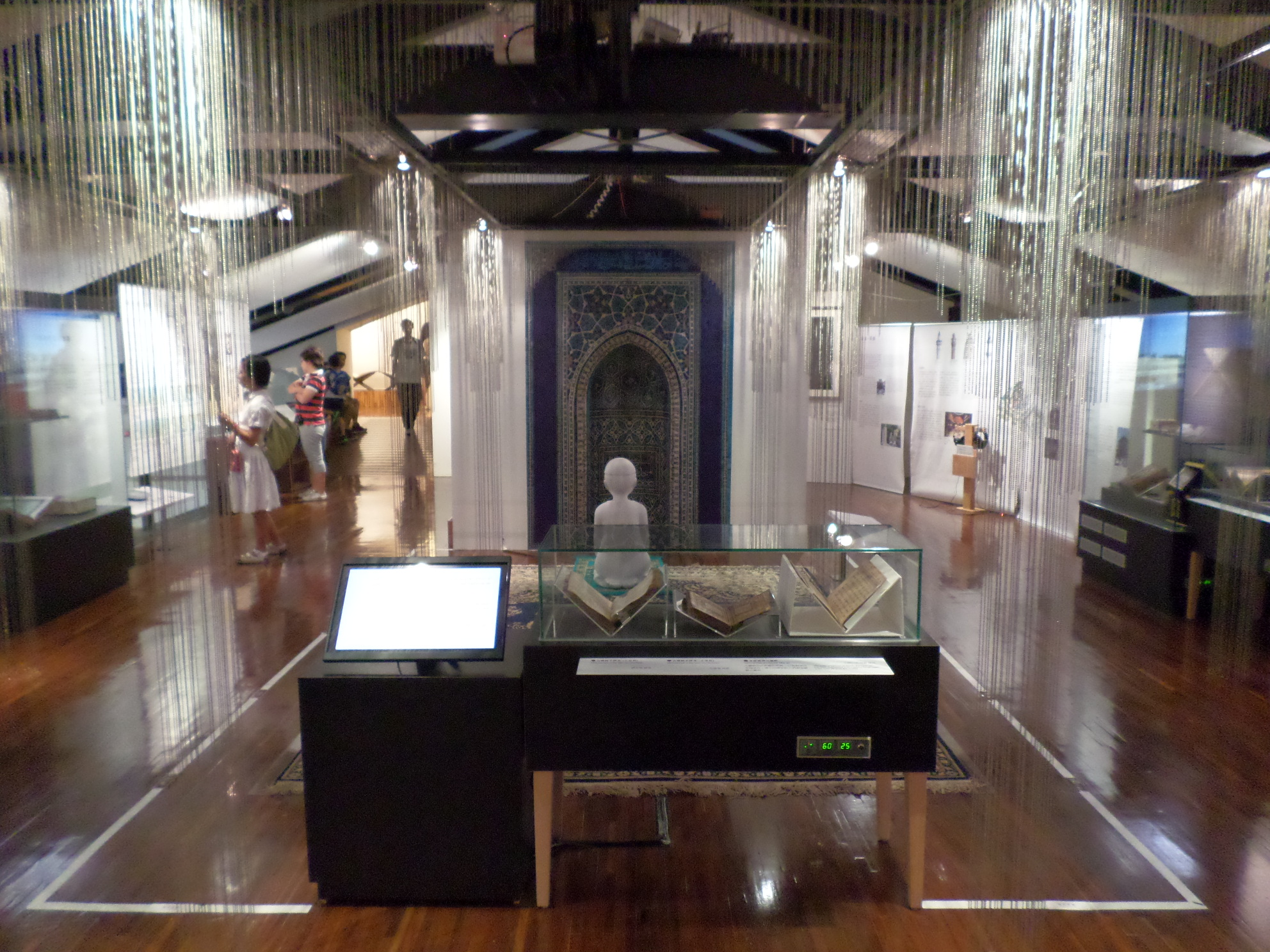
معرض الحياة والثقافة الإسلامية في متحف تايوان الوطني.

### التحديات الاجتماعية

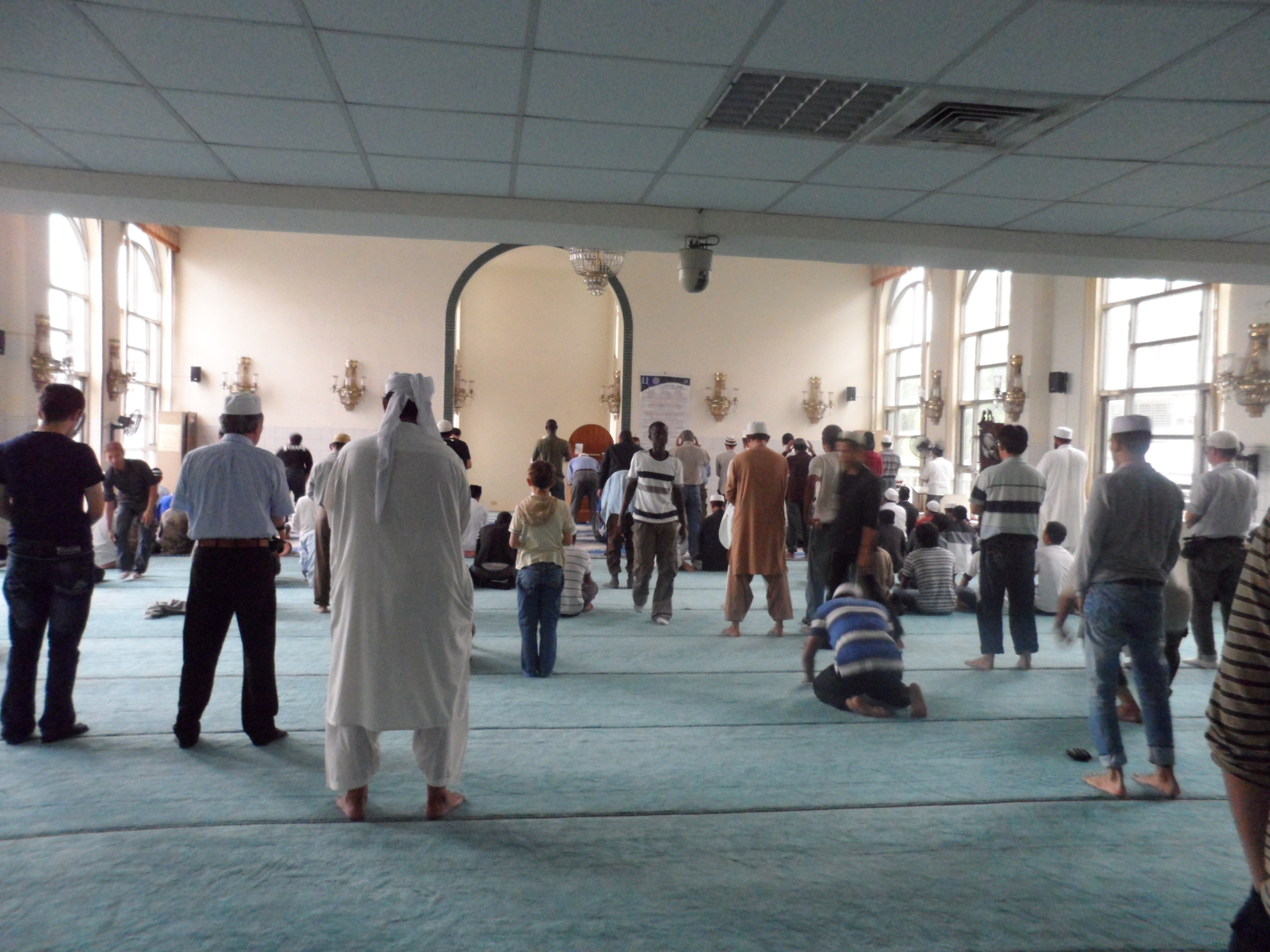
صلاة الجمعة في مسجد كاوهسيونغ.

## الإسلام في الوقت الحالي